# Trichosanthes globosa
Trichosanthes globosa är en gurkväxtart som beskrevs av Carl Ludwig von Blume. Trichosanthes globosa ingår i släktet Trichosanthes och familjen gurkväxter. Inga underarter finns listade i Catalogue of Life.